# Việt Tích Chiếu
Việt Tích Chiếu (giản thể: 越析诏; phồn thể: 越析詔; bính âm: Yuèxī Zhào, ?～747) là một bộ lạc tại Vân Nam hình thành vào thời kỳ đầu nhà Đường và là một trong Lục Chiếu. Lãnh địa của Việt Tích Chiếu nay thuộc huyện Tân Xuyên và nằm ở phía đông của Lục Chiếu. Nhà Đường cho lập Việt Tích Châu và các Việt Tích Chiếu Vương kế vị nhau làm thứ sử Việt Tích Châu. Tù trưởng Tầm Cầu thông gian với người thiếp của Việt Tích Chiếu Vương Ba Xung, và giết chết ông. Kiếm Nam tiết độ sứ của nhà Đường đến Diêu Châu, giết Tầm Cầu. Bộ lạc lúc này không có người lãnh đạo, liên đồng thổ địa đã nhất trí quy phục Nam Chiếu. Con trai của huynh Ba Xung là Vu Tặng không đồng ý, cùng một số người vượt Lô Thủy, đến Long Khư Hà lập ấp. Về sau Nam Chiếu đến xâm lấn, Vu Tặng chiến bại sau đó nhảy xuống Lô Thủy và chết, chính quyền diệt vong.